# عبد السلام حمدي
عبد السلام حمدي (1 يناير 1894 - ) هو لاعب كرة قدم مصري يلعب كلاعب وسط، شارك في الألعاب الأولمبية الصيفية 1920.

## وصلات خارجية
- عبد السلام حمدي على موقع أوليمبيديا (الإنجليزية)